# Vitbrosme
Vitbrosme (Urophycis tenuis) är en fisk i familjen skärlångefiskar som finns i nordvästra Atlanten. 

## Utseende
Vitbrosmen är en långsträckt fisk med två ryggfenor; den första kort, med en tydligt förlängd främre fenstråle, den andra långsträckt. Färgen är variabel; vanligtvis mörkmelerad på ovansidan med en mörk fläck på gällocket; undersidan är ljusare, ibland bronsfärgad, men oftast smutsfärgad till gulvit. Honan kan bli 135 cm lång, hanen något mindre. Största vikt är 21 kg.

## Vanor
Arten är en bottenfisk som föredrar mjuka dybottnar på djup från 180 till 2 000 m, vanligtvis dock i de övre vattenlagren. Den vandrar, bland annat till grundare, kustnära vatten under sommaren, och drar sig ut yill djupare utsjövatten under vintern. Födan består av små kräftdjur, bläckfisk och småfisk. Högsta rapporterade ålder är 23 år.

### Fortplantning
Vitbrosmen leker från juli till september i grunda vatten, där honan kan lägga mellan 1 och 15 miljoner ägg. Tillväxten är snabb.

## Utbredning
Arten finns i västra Atlanten från Newfoundland och Labrador i Kanada till North Carolina i USA. Under sina vandringar kan den nå till Florida i syd, och Island i öst.

## Ekonomiskt utnyttjande
Arten är föremål för ett omfattande fiske med trål och fisknät. Fångsten saluförs framför allt färsk och frusen som människoföda; mindre exemplar används också som djurfoder.